# Lorut
Lorut (in armeno Լորուտ?) è un comune di 1 196 abitanti (2008) della Provincia di Lori in Armenia.